# Barbie as the Island Princess
Barbie as the Island Princess (bra: Barbie em A Princesa da Ilha) é um filme de animação computadorizada estadunidense de 2007 do gênero fantasia produzido pela Rainmaker Entertainment e distribuído pela Mattel Entertainment em parceria com a Universal Studios. O filme foi dirigido por Greg Richardson, com um roteiro creditado Cliff Ruby e Elana Lesser. Seu lançamento nos Estados Unidos ocorreu diretamente em vídeo em 2 de outubro de 2007 acompanhado por uma enorme linha de produtos licenciados, incluindo uma tradicional franquia de bonecas personalizadas.
Barbie "interpreta" Rô, a personagem central do filme, uma menina que cresceu em uma ilha, habitada apenas por animais, antes de ser encontrada por outros seres humanos e levada para a civilização.
O longa-metragem é o décimo primeiro lançamento da série cinematográfica de Barbie, além de ser o segundo musical, incluindo 11 canções originais. O filme contém a voz de Kelly Sheridan como Rô  em sua versão original.